# Уэст, Билли
Уи́льям Ри́чард Ве́рстин (англ. William Richard Werstine; 16 апреля 1952, Детройт, Мичиган, США), профессионально известный как Билли Уэст (Billy West) — американский актёр озвучивания ирландского происхождения. Среди его работ несколько ролей в мультсериалах «Футурама» (Фрай, Фарнсворт, Зойдберг и другие), «Даг», «Шоу Рена и Стимпи». Он также озвучивал такие мультипликационные персонажи, как Моряк Попай, Шэгги Роджерс, Элмер Фадд, Вуди Вудпекер и множество других.

## Биография
Уильям Ричард Верстин родился 16 апреля 1952 года в Детройте (Мичиган) с признаками СДВГ и аутизма. Вырос в районе Рослиндейл города Бостон. Учился в Музыкальном колледже Беркли, в студенческие годы играл в различных музыкальных группах.

### Карьера
Билли Уэст начал свою карьеру, работая на радиостанции WBCN в Бостоне, вещавшей в своём эфире альтернативный рок и другие жанры рока. В 1988 стал постоянным участником ток-шоу The Howard Stern Show, созданного радиоведущим, актёром и продюсером Говардом Стерном, где он имитировал голос Мардж Шотт, владелицы Cincinnati Reds и ведущего сценариста Джеки Мартлинга, что принесло ему известность. В том же шоу Уэст имитировал голоса и других известных людей, таких как журналистка NBC Конни Ченг и телеведущая и певица Кэти Ли Гиффорд.
Как музыкант, Билли Уэст сотрудничал с такими исполнителями, как Дебби Харри и Лу Рид, а также гастролировал в качестве гитариста с Брайаном Уилсоном и Роем Орбисоном.

## Избранная фильмография
| Год               | Название                                 | Роль | Примечания                     |
| 2010              | Том и Джерри: Шерлок Холмс               | Том | озвучивание анимационный фильм |
| 2009              | «Футурама: В Дикие Зелёные Дали»         | Филип Дж. Фрай профессор Хьюберт Фарнсворт доктор Джон Зойдберг капитан Зепп Бранниган голова Ричарда Никсона другие персонажи | озвучивание анимационный фильм |
| 2008              | «Футурама: Игра Бендера»                 | Филип Дж. Фрай профессор Хьюберт Фарнсворт доктор Джон Зойдберг капитан Зепп Бранниган голова Ричарда Никсона другие персонажи | озвучивание анимационный фильм |
| 2008              | «Футурама: Зверь с миллиардом спин»      | Филип Дж. Фрай профессор Хьюберт Фарнсворт доктор Джон Зойдберг капитан Зепп Бранниган голова Ричарда Никсона другие персонажи | озвучивание анимационный фильм |
| 2007              | «Футурама: Крупное дело Бендера»         | Филип Дж. Фрай профессор Хьюберт Фарнсворт доктор Джон Зойдберг капитан Зепп Бранниган голова Ричарда Никсона другие персонажи | озвучивание анимационный фильм |
| 1999—2013, с 2023 | «Футурама»                               | Филип Дж. Фрай профессор Хьюберт Фарнсворт доктор Джон Зойдберг капитан Зепп Бранниган голова Ричарда Никсона другие персонажи | озвучивание мультсериал        |
| 1998—2002         | «Котопёс»                                | | озвучивание мультсериал        |
| 2001              | «Облонги»                                | Джордж Климер Анита Бидет другие персонажи                                                                                     | озвучивание мультсериал        |
| 1997              | «Экстремальные охотники за привидениями» | Лизун | озвучивание мультсериал        |
| 1996              | «Космический джем»                       | Багс Банни Элмер Фадд | озвучивание кинофильм          |
| 1990—1996         | «Шоу Рена и Стимпи»                      | Стимпи Рен (с 3-го сезона) | озвучивание мультсериал        |